# Арфёй (Алье)
Арфёй (фр. Arfeuilles) — коммуна во Франции, находится в регионе Овернь. Департамент коммуны — Алье. Входит в состав кантона Лапалис. Округ коммуны — Виши.
Код INSEE коммуны — 03006.

## Население
Население коммуны на 2008 год составляло 685 человек.
| 1962 | 1968 | 1975 | 1982 | 1990 | 1999 | 2008 |
| ---- | ---- | ---- | ---- | ---- | ---- | ---- |
| 1118 | 1288 | 1004 | 881  | 843  | 710  | 685  |

## Экономика
В 2007 году среди 404 человек в трудоспособном возрасте (15—64 лет) 258 были экономически активными, 146 — неактивными (показатель активности — 63,9 %, в 1999 году было 66,5 %). Из 258 активных работали 226 человек (138 мужчин и 88 женщин), безработных было 32 (15 мужчин и 17 женщин). Среди 146 неактивных 23 человека были учениками или студентами, 71 — пенсионерами, 52 были неактивными по другим причинам.
- Биньикур (фр.). cassini.ehess.fr. Дата обращения: 30 декабря 2012. Архивировано 12 января 2013 года.